# Гализан
Гализан, Релиза́н, ранее — Иги́ль-Иза́н (араб. غليزان‎) — город на северо-западе Алжира, административный центр одноимённого вилайета.

## Географическое положение
Город находится в западной части вилайета, в долине реки Мина (бассейн реки Шелифф), на высоте 98 метров над уровнем моря.

Гализан расположен на расстоянии приблизительно 250 километров к западу-юго-западу (WSW) от столицы страны Алжира.

## Демография
По данным переписи, на 2008 год население составляло 130 094 человека.
Динамика численности населения города по годам:
| 1977   | 1987   | 1998    | 2008    | 2012    |
| ------ | ------ | ------- | ------- | ------- |
| 55 450 | 80 091 | 110 999 | 130 094 | 145 131 |

## Транспорт
В 3 километрах к востоку от города расположен аэропорт.

## Экономика
Основу экономики Гализана составляет сельское хозяйство. Выращивают зерновые, виноград и хлопок. Развито животноводство, при этом шерсть является одним из главных продуктов городского экспорта.